# 호스트 (네트워크)
네트워크 호스트(network host)는 컴퓨터 네트워크에 연결된 컴퓨터나 기타 장치이다. 네트워크 호스트는 정보 리소스, 서비스, 애플리케이션을 네트워크 상의 사용자나 기타 노드에 제공할 수 있다. 네트워크 호스트는 네트워크 주소가 할당된 네트워크 노드이다.

## 서버와 호스트
모든 서버는 호스트이지만 모든 호스트가 서버인 것은 아니다. 네트워크에 연결이 확립된 모든 장치는 호스트의 자격이 있는 반면, 다른 장치(클라이언트)로부터의 연결을 수락하는 호스트만 서버가 될 수 있다.

## 개념의 기원
운영 체제에서 터미널 호스트라는 용어는 전통적으로 서비스를 컴퓨터 터미널에 제공하는 다중 사용자 컴퓨터나 소프트웨어, 또는 서비스를 소형이거나 기능이 떨어지는 장치에 제공하는 컴퓨터(예: 텔레타입 터미널이나 비디오 터미널을 서비스하는 메인프레임 컴퓨터)를 가리킨다. 그 밖의 예로는 텔넷 호스트(텔넷 서버)와 xhost(X 윈도 클라이언트)를 들 수 있다.
RFC 871 문서는 통신 네트워크에 연결되는 범용 목적의 컴퓨터 시스템으로서 호스트를 정의한다. (운영 체제에 참여하는 리소스를 달성하는 목적)

## 같이 보기
- 포트 (컴퓨터 네트워킹)
- 호스트 이름